# Сакья (монастырь)
Сакья (кит. 萨迦寺; тиб. ས་སྐྱ་དགོན་པ། — серая земля) — буддийский монастырь одноимённой традиции в округе Шигадзе Тибетского автономного района Китая в 102 км к западу от Шигадзе.
Главный монастырь школы сакья был основан в 1073 году Кхоном Кончоком Гьялпо (1034—1102), изначально — ньингмапинским монахом из влиятельного знатного рода Кхон из Цзана, который и стал первым Сакья Тридзином. Настоятели монастыря руководили Тибетом в составе и под патронажем Монгольской империи в течение XIII века.
Средневековая монгольская архитектура монастыря явственно отличается от лхасских и ярлунгских храмов. Единственное из уцелевших древних строений — Лхакан Ченпо (Сибгон Трулпа). Изначально — пещера в скале, зал был построен в 1268 году понченом Сакьей Сангпо; обновлён в XVI веке. Вся гомпа занимает более 18 000 м², а её главный зал — 6000 м². Большая часть строений разрушена со времён Культурной революции.

Что до великой библиотеки Сакьи, то она вся на полках вдоль стен огромного зала Лхакан Ченпо. Тут хранится множество томов, писаных золотыми чернилами; страницы шесть футов в длину и восемнадцать дюймов шириной. На полях каждой книги — иллюстрации; в первых четырёх томах — изображения тысячи будд. Эти книги облачены в металл. Они были изготовлены по приказу императора Хубилая и предоставлены Пхагпа-ламе во второй его визит в Пекин.

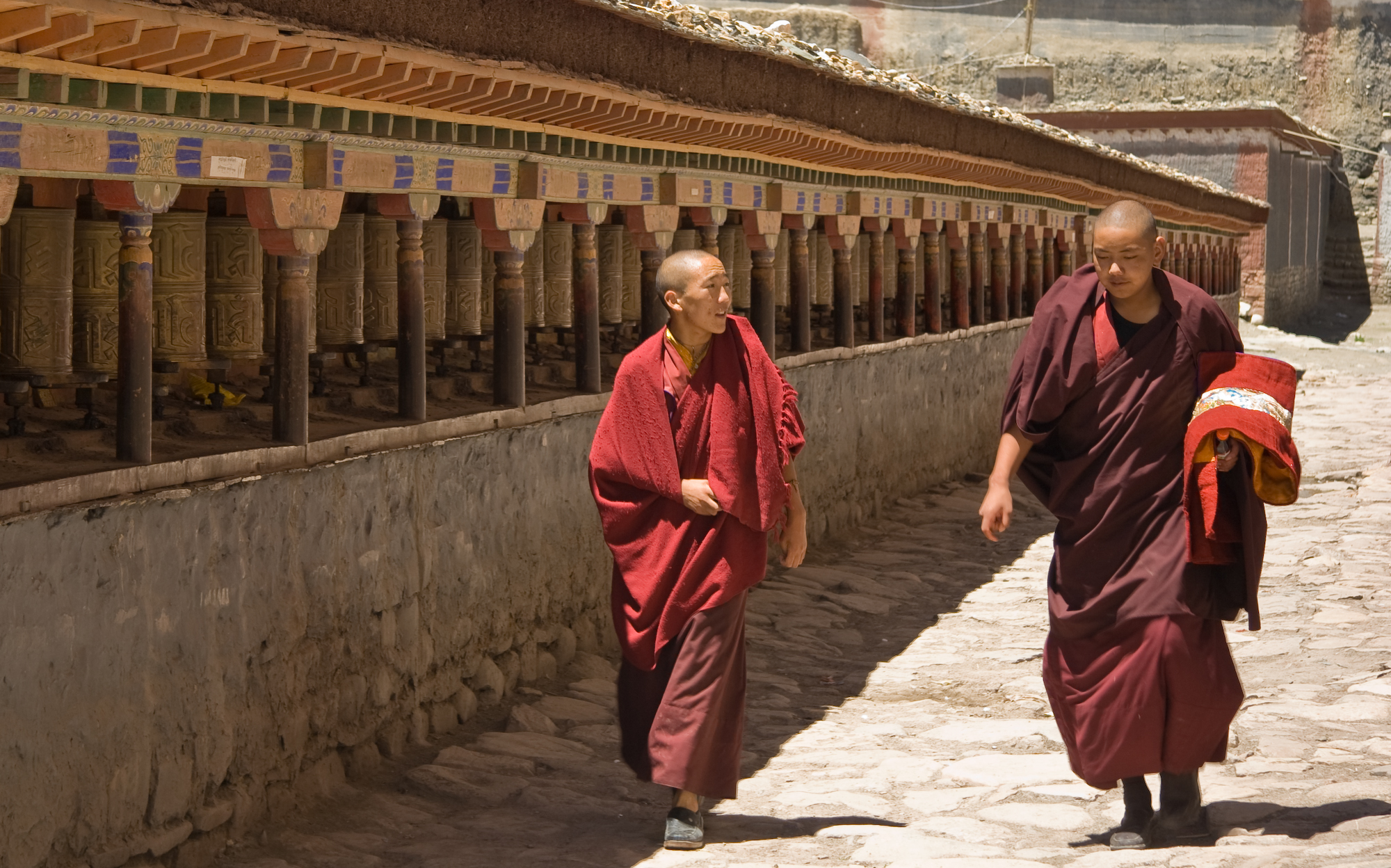
Монахи в Сакье

В этом храме также хранятся раковины, закрученные слева направо. [тиб. Ya chyü dungkar ; кит. Yu hsuan pai-lei], дар Хубилая Пхагпе… подуть в них считается деянием великой заслуги.
— Сарат Чандра Дас
В 2003 году в Сакье был вскрыт тайник, содержавший более чем 84 тыс. свитков. Большинство из них — буддийские, но могут обнаружиться и работы по литературе, истории, астрономии, математике и искусству. Считается, что библиотека оставалась нетронутой сотни лет. Исследованием библиотеки занимается китайская Тибетская академия общественных наук.

## Сакья в Индии
Предыдущий Сакья Тризин, держатель линии сакья, бежал в Индию в 1959 году и в настоящее время проживает в Дехрадуне. Подобно большинству глав школы, он женат, и имеет двух сыновей. Старший, Ратна Ваджра Римпоче, унаследовал титул и полномочия в 2017 году. Младший, Дунгсей Гьяна Ваджра (род. 5 июля 1979) — монах и куратор строительства нового монастыря Сакья в Индии.